# Zbrodnia w Hurbach
Zbrodnia w Hurbach – zbrodnia dokonana 2 czerwca 1943 na ludności polskiej przez oddziały UPA i  SKW podczas rzezi wołyńskiej. Miejscem zbrodni była wieś Hurby (ukr. Гурби) położona w powiecie zdołbunowskim województwa wołyńskiego. W jej wyniku zginęło około 250 Polaków.

## Okoliczności zbrodni
2 czerwca 1943 roku wieczorem oddziały UPA wspierane przez lokalne bojówki SKW otoczyły Hurby. Wieś nie broniła się, gdyż nie posiadała zorganizowanej komórki samoobrony.
Napastnicy w liczbie około 1000 osób przystąpili do mordowania Polaków za pomocą siekier i bagnetów. Ofiary poddawano licznym torturom, kobiety gwałcono przed zabiciem. Część zabudowań wsi spalono, liczne ofiary zginęły od ognia.
Po zbrodni ocaleni z napadu uciekli w kilku grupach do Mizocza. Po drodze byli wyłapywani i mordowani przez banderowców.
Świadkiem napadu była m.in. sześcioletnia Irena Ostaszewska, która przeżyła ucieczkę pomimo zadania jej siedmiu ran kłutych, wycięcia na plecach kawałka skóry i wrzucenia jej do mrowiska.
Trzy dni po napadzie do Hurb przyjechała żandarmeria niemiecka z grupą Polaków, którzy pogrzebali ciała zamordowanych i ewakuowali do Mizocza ocalałe osoby.
Atak na Hurby znalazł potwierdzenie w odezwie dowódcy wołyńskiej UPA Dmytra Klaczkiwskiego z czerwca 1943 roku, w której przyznał on, że UPA „puściła z dymem” tę wieś.

## Literatura
- Grzegorz Motyka, Ukraińska partyzantka 1942-1960, Warszawa 2006 Wyd. Instytut Studiów Politycznych PAN, Oficyna Wydawnicza "Rytm", ISBN 83-88490-58-3 (ISP PAN,) ISBN 83-7399-163-8 (Rytm), ISBN 978-83-88490-58-3;
- Władysław Siemaszko, Ewa Siemaszko, Ludobójstwo dokonane przez nacjonalistów ukraińskich na ludności polskiej Wołynia 1939–1945, Warszawa: „von borowiecky”, 2000, ISBN 83-87689-34-3, OCLC 749680885.